# Código de Comercio de Guatemala de 1877
El Nuevo Código de Comercio de Guatemala de 1877 dio inicio a la codificación del Derecho mercantil guatemalteco y se produjo en el marco de la codificación general efectuada por el gobierno liberal de Justo Rufino Barrios. Anteriormente hubo varios proyectos, entre ellos uno elaborado por el jurista Ignacio Gómez.
Mediante acuerdo de 29 de septiembre de 1876, el gobierno nombró a Manuel Echeverría, Antonio Machado y J. Esteban Aparicio para redactar un código de comercio. La comisión consultó el Código de Comercio de Francia, el Código de Comercio español de 1829 y los de algunos países hispanoamericanos especialmente los de México y Chile. En julio de 1877 la Comisión presentó su proyecto, junto con el texto de un Código de Enjuiciamiento Mercantil. 
El Código Nuevo fue emitido por decreto del Presidente Justo Rufino Barrios, y entró en vigor el 15 de septiembre de 1877 y derogó las Ordenanzas de Bilbao, que habían regido en Guatemala desde 1793. 
Durante su vigencia, el Código de 1877 sufrió algunas reformas importantes, entre ellas como consecuencia de la ratificación por Guatemala en 1913 de la Convención de La Haya sobre unificación del Derecho relativo a la letra de cambio, al pagaré y al cheque.
El Código de 1877 fue sustituido por el Código de Comercio de Guatemala de 1942, que era prácticamente una refundición suya.